# David Jones (fotbollsspelare)
David Frank Llwyd Jones, född 4 november 1984 i Southport, Merseyside, är en engelsk fotbollsspelare (mittfältare) som spelar för Oldham Athletic.

## Karriär
Jones började sin karriär i Manchester United, men hade svårt att slå sig in i A-laget och blev utlånad till Preston North End, NEC Nijmegen och Derby County.
Den 29 november 2019 värvades Jones på ett korttidskontrakt av Oldham Athletic.